# Pintada-preta
Pintada-preta ou pintada-negra (Agelastes niger) é membro da família Numididae.